# Psittacula wardi
La cotorra de las Seychelles (Psittacula wardi) es una especie extinta de ave psittaciforme de la familia Psittaculidae que habitaba en las islas Seychelles, del Océano Índico. Se parecía a Psittacula eupatria, pero era más pequeña y le faltaba el color rosa en su cuello. La especie se sospecha que se extinguió producto de la intensa persecución por parte de los agricultores y propietarios de las plantaciones de coco.

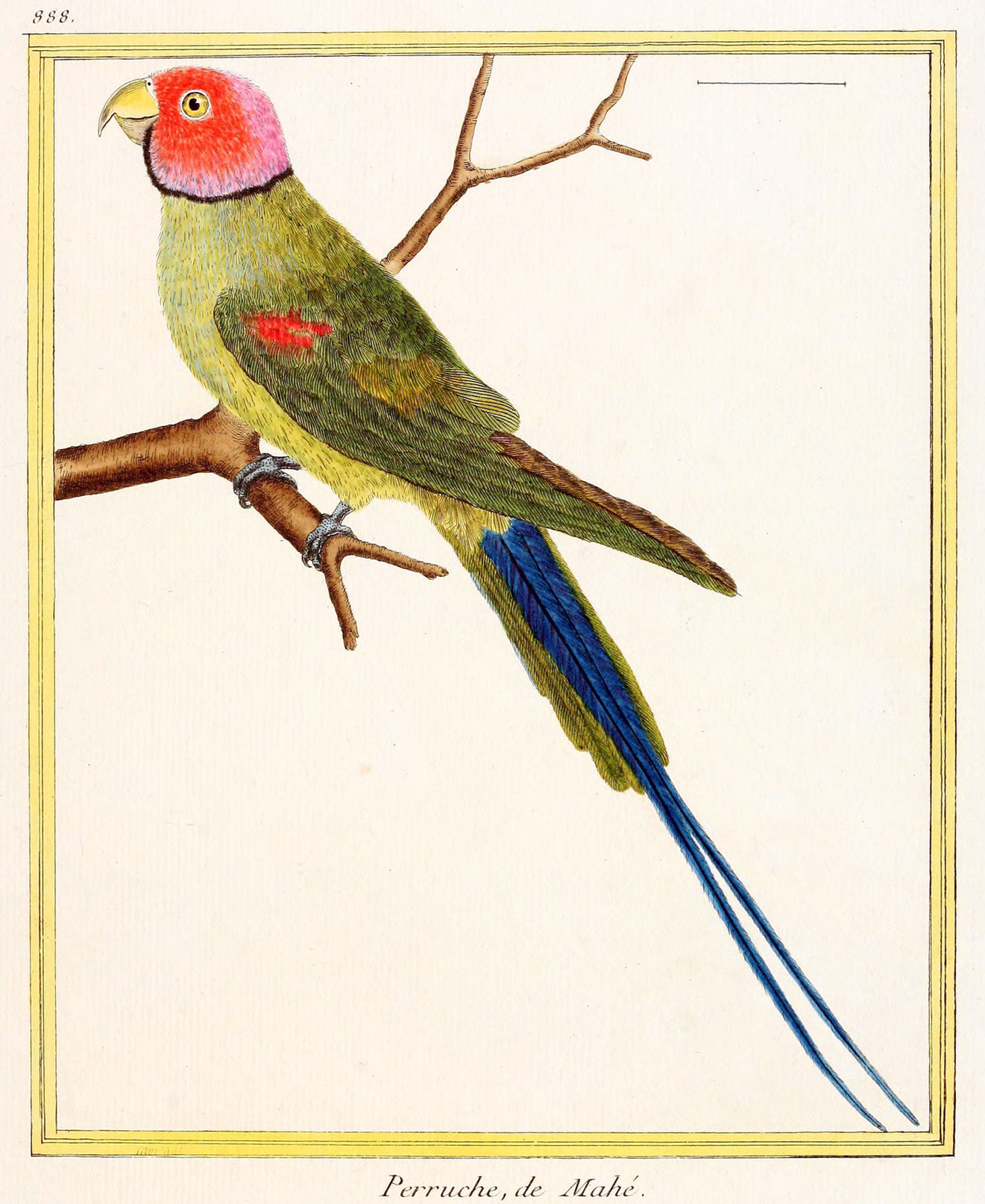
Ilustración de la década de 1700.

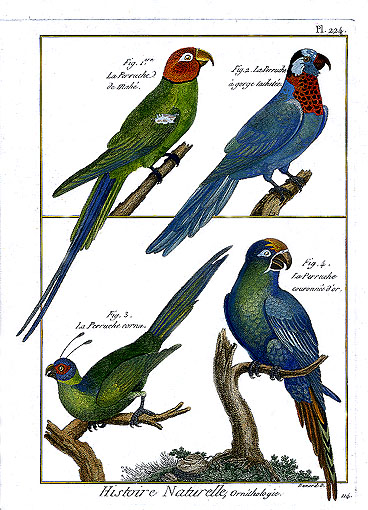
Cotorra de los Seychelles arriba a la izquierda.

Era endémica de Mahé y Silhouette y una vez se avistó un ejemplar en Praslin. Era raro, incluso cuando se lo describe en 1867. Los últimos especímenes fueron recolectados por Warry en 1881, y los últimos registros en cautividad de estas aves datan del año 1883. En la actualidad se conservan especímenes de museo. La especie se extinguió en 1906.